# Argo

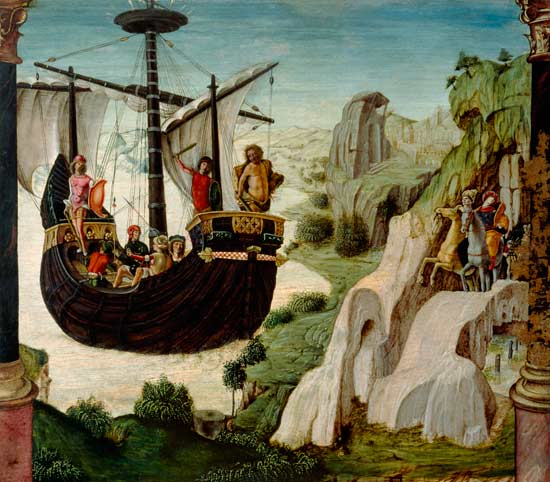
Das Argóschiff, Gemälde von Lorenzo Costa d. Ä. (16. Jh.)

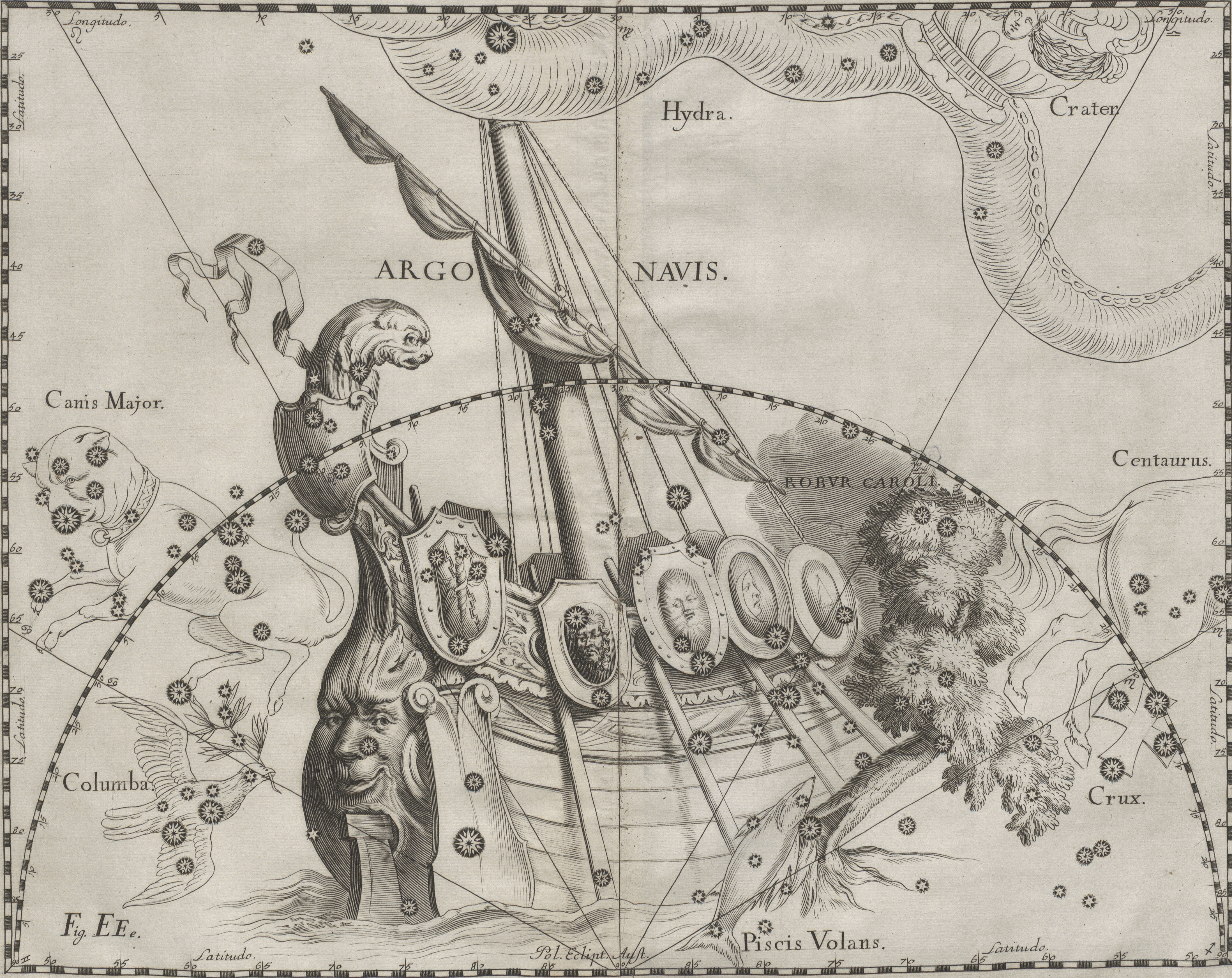
Das Schiff und das historische Sternbild Argo Navis von Johannes Hevelius

Die Argo (altgriechisch ἡ Ἀργώ hē Argṓ) war der antiken griechischen Sage nach das „sagenhaft“ schnelle Schiff, mit dem Iason und die ihn begleitenden Argonauten das Goldene Vlies aus Kolchis am Schwarzen Meer holten.  Es war ein Langschiff des Typus Pentekontere („Fünfzigruderer“). Die Argo musste so besonders schnell sein, da es unter anderem die „bewegten Felsen“ Symplegaden am Eingang zum Schwarzen Meer zu passieren hatte. Außerdem war an den Seeungeheuern Skylla und Charybdis vorbeizukommen, was mit schneller Fahrt  auch besser gelingen konnte.

## Die Argo in der griechischen Sage
Als sein Erbauer gilt der Argonaut Argos, der das Schiff mit Athenes Hilfe und Ägide zimmerte – nach anderen Quellen war sie es sogar selbst. Es wurde aus Aleppo-Kiefern vom Berg Pelion hergestellt und konnte dank Hera und Athene, die am Bug Holz von einer der weissagenden Eichen von Dodona mit eingearbeitet hatten, sogar sprechen und die Argonauten vor Gefahren warnen.
Jason nahm nun das Schiff Argo und brach mit fünfzig Helden, zu denen unter anderen Herakles, Peleus, Telamon, Theseus, Kastor und Polydeukes sowie Meleagros und Orpheus gehörten, nach Kolchis auf. In der Nähe des Bosporus trafen sie auf Phineus, der ihnen erklärte, wie die Symplegaden durchfahren werden konnten. Euphemos ließ eine Taube zwischen den Felsen hindurchfliegen, die sich so schnell aufeinander zubewegten, dass sie dem Vogel noch die letzte Schwanzfeder abklemmten. Nun ruderten sie das Schiff mit aller Kraft auf die sich wieder auseinander bewegenden Felsen zu und schafften es mit knapper Not hindurchzukommen, bevor die Klippen wieder zusammenkrachten.
So kamen sie endlich nach Kolchis, aber der König Aietes weigerte sich, das Vlies herauszugeben. Er stellte Jason einige Aufgaben: Medea, die Tochter des Königs, verliebte sich in Jason und half ihm, alle Aufgaben zu meistern. Aietes verweigerte dennoch die Herausgabe. Gemeinsam mit Medea konnte Jason den Drachen besiegen und das Vlies an sich bringen.
Das Schiff selbst wurde später als Sternbild Argo navis in den Himmel versetzt, inzwischen aber in die Sternbilder Kiel, Segel des Schiffs und Achterdeck unterteilt.

## Rezeption
Unter anderem tragen das Argo Point sowie der Argo-Nunatak seinen Namen.